# Mig ouet
Mig ouet (literalmente: medio huevito) es un apodo peyorativo en valenciano utilizado en Castellón para referirse a los valencianos de la Ciudad de Valencia. También se puede leer mitjouet, que significa lo mismo.

## Origen
No se sabe con certeza cuál es el origen del apodo, pero existen dos hipótesis. La primera provendría de la manera en que una parte de la empobrecida burguesía de Valencia iba a comprar al mercado durante la difícil posguerra: per favor, pose‘m mig ouet i mitja quarteta de pollastre, solían decir. La gente de las comarcas de Castellón empezó a usar esa palabra para referirse a los valencianos de la ciudad de València. Un segundo origen, que parece más fruto de la leyenda popular, explica que los recolectores valencianos que llegaban a las comarcas castellonenses, para comer llevaban medio huevo, así que cuando les preguntaban por su comida, respondían: Ara, mig ouet, després ja vorem.